# Melike Pekel
Melike Pekel (* 14. April 1995 in München) ist eine deutschtürkische Fußballspielerin. Seit dem 1. Juli 2024 ist sie Vertragsspielerin beim SKN St. Pölten, nachdem sie zuletzt von Oktober 2023 bis Juni 2024 Vertragsspielerin des FC Ingolstadt 04 gewesen ist.

## Karriere

### Vereine
Nachdem Pekel am 23. Mai 2013 (15. Spieltag) beim 1:1-Unentschieden im Heimspiel der zweiten Mannschaft des TSV Schwaben Augsburg gegen den FSV Wehringen ein Spiel in der Bezirksoberliga Schwaben bestritten hatte, rückte sie noch während der laufenden Saison in die erste Mannschaft auf. In zwei Spielzeiten bestritt sie für diese 39 Punktspiele in der Regionalliga Süd und erzielte mit 20 Toren eine beachtliche Quote.
Zur Saison 2014/15 verpflichtete sie der FC Bayern München, für deren zweite Mannschaft sie in der 2. Bundesliga seitdem aktiv ist. Am 7. Dezember 2014 (12. Spieltag) wurde sie von Trainer Thomas Wörle erstmals in den Erstligakader der Münchnerinnen berufen und debütierte dort am selben Tag beim 2:1-Sieg im Auswärtsspiel gegen den 1. FFC Frankfurt mit Einwechslung für Vanessa Bürki in der Nachspielzeit. Anfang 2017 verließ die türkische Nationalspielerin München und wechselte zum FC Metz-Algrange. Ihr Debüt in Frankreichs erster Liga gab sie am 5. Februar 2017 (13. Spieltag) bei der 0:1-Niederlage im Auswärtsspiel gegen ASPTT Albi; ihr erstes Tor erzielte sie am 26. Februar 2017 (15. Spieltag) bei der 1:3-Niederlage im Heimspiel gegen Olympique Marseille mit dem Führungstreffer in der dritten Minute. Am Saisonende stieg sie mit ihrer Mannschaft als Tabellenletzter mit nur drei Siegen aus 22 Punktspielen in die zweite Liga ab. Nachdem Abstieg des FC Metz, wechselte sie am 21. Juli 2017 zum französischen Erstligisten Paris Saint-Germain. Ihr Punktspieldebüt gab sie am 24. September 2017 (3. Spieltag) beim 6:1-Sieg im Heimspiel gegen den OSC Lille mit Einwechslung für Marie-Antoinette Katoto in der 60. Minute.
Nach nur 14 Punktspielen in anderthalb Jahren für den Hauptstadtverein, tätigte dieser ein Leihgeschäft mit dem Ligakonkurrenten Girondins Bordeaux, für den Pekel von Jahresbeginn 2019 an bis Saisonende 2018/19 zum Einsatz kommt. Ihr Debüt krönte sie am 16. Februar 2019 (17. Spieltag) beim 2:0-Sieg im Heimspiel gegen den FC Metz mit dem Treffer zum Endstand in der 48. Minute. Dieser Verein verpflichtete sie zur Saison 2019/20; damit kehrte sie zum Verein zurück, für den sie bereits 2017 spielte. Nach Metz’ erneutem Abstieg aus der höchsten Spielklasse schloss sich Melike Pekel im Sommer 2020 dem Erstliganeuling Le Havre AC an, nach dessen Abstieg zwölf Monate später der Frauschaft von Stade Reims. Nach nur fünf Punktspielen in der Saison 2021/22 und eine 15-monatigen Vereinslosigkeit, gehörte sie von Oktober 2023 bis zum Juni 2024 dem FC Ingolstadt 04 an, für den sie seit dem 12. November 2023 spielte.
Im Sommer 2024 wechselte sie zum SKN St. Pölten unter Cheftrainerin Liése Brancão.

### Nationalmannschaft
Am 19. August 2015 debütierte Pekel in Elbasan, bei der 0:1-Niederlage im Test-Länderspiel gegen die Auswahl Albaniens, in der türkischen A-Nationalmannschaft. Im zweiten Vergleich mit der albanischen Auswahl, bei der die türkische Auswahl mit 1:0 an gleicher Stätte gewann, wurde sie zur zweiten Halbzeit für Yağmur Uraz eingewechselt. In ihrem dritten Länderspiel, dem Qualifikationsspiel für die Europameisterschaft 2017 in den Niederlanden, spielte sie ebenso über 90 Minuten, wie im Qualifikationsspiel am 25. Oktober 2015, das in Sandhausen gegen die Auswahl Deutschlands mit 0:7 verloren wurde. Ihr erstes Länderspieltor erzielte sie am 1. März 2017 in Antalya bei der 1:3-Niederlage im Testspiel gegen die Auswahl Rumäniens mit dem Treffer zum Endstand in der 87. Minute.

## Erfolge
- Deutscher Meister 2015 (mit dem FC Bayern München)
- Torschützenkönigin der Regionalliga Süd 2013/14 (16 Tore; gemeinsam mit Julia Christ von Eintracht Wetzlar)